# Sharon Hendriks
Sharon Hendriks (31 januari 1993) is een Nederlands skeeleraar, langebaanschaatsster en marathonschaatsster. Ze rijdt voor Team A6.nl - Groot in auto's, gecoacht door Klasina Seinstra. Sharon Hendriks is de oudere zus van schaatsster Chantal Hendriks.
In 2015 reed ze op het Europees Kampioenschap skeeleren in Oostenrijk. Dat jaar won Hendriks ook de KNSB Marathon Cup (skeeleren). In 201
Tussen 2018 en 2021 zette Hendriks tijdelijk haar sportieve aspiraties aan de kant om zich op haar studie geneeskunde te richten, maar in het seizoen 2020/2021 besloot ze toch het schaatsen op topniveau weer op te pakken. In 2023 won ze de Alternatieve Elfstedentocht Weissensee. 

## Records

### Persoonlijke records[7]
| Afstand    | Tijd    | Datum | Baan       |
| ---------- | ------- | ----- | ---------- |
| 500 meter  | 43,61   | 2014  | Enschede   |
| 1000 meter | 1.28,49 | 2009  | Heerenveen |
| 1500 meter | 2.08,56 | 2012  | Heerenveen |
| 3000 meter | 4.25,20 | 2015  | Heerenveen |
| 5000 meter | 7.26,59 | 2014  | Heerenveen |

## Privé
Buiten het schaatsen werkt Hendriks als Sportarts in opleiding voor TopSupport, onderdeel van de Anna Zorggroep.